# Castellanos de Villiquera
Castellanos de Villiquera es un municipio y localidad española de la provincia de Salamanca, en la comunidad autónoma de Castilla y León. Se integra dentro de la comarca de La Armuña. Pertenece al partido judicial de Salamanca.
Su término municipal está formado por las localidades de Carbajosa de Armuña, Castellanos de Villiquera, La Mata de Armuña, Urbanizaciones y Villiquera, ocupa una superficie total de 28,75 km² y según los datos demográficos del INE en 2018, cuenta con una población de 633 habitantes.

## Toponimia
El nombre de este pueblo tiene dos partes: Castellanos, que alude a los colonos de origen castellano que durante la repoblación de la frontera más allá del río Duero (extremadura) por parte del rey de León Ramiro II lo fundaran allá por el año 975; y Villiquera, que era otro pueblo más antiguo y medio despoblado en tiempos de la fundación de Castellanos de Villiquera, situado de uno a dos kilómetros más al sur.
Villiquera aparece en listas de pueblos salmantinos en documentos de incluso el siglo XV. El poblado de Villiquera, no obstante, va perdiendo relevancia y aparece en el documento Despoblados en la provincia de Salamanca hasta el año 1785 de tiempos del conde de Floridablanca con el nombre de Billiquera.
En opinión de Llorente Maldonado de Guevara, Villiquera tiene su origen en la palabra latina vīllĭcus (forma clásica vīlĭcus), que representaba el nombre del funcionario o capataz romano encargado de la finca de un propietario. También describía la heredad con que frecuentemente se premiaba a dicho funcionario por los servicios prestados durante la vida útil, como una especie de premio de jubilación. Villiquera, pues, aludiría a las tierras ganadas por un cierto vīllĭcus durante la última etapa del Imperio romano en la zona fronteriza entre las provincias Lusitana y Tarraconense, en las cercanías de la gran finca de un gran terrateniente, seguramente junto al río Tormes, hacia el pueblo de Villamayor. Sin embargo, Riesco Chueca considera improbable tal origen, anómalo en lo morfológico y poco motivado en lo histórico. Prefiere considerar que el topónimo deriva de un colectivo vegetal, a partir de bellico, ballico 'cierta planta gramínea herbácea'. Dicha planta constituye la base de algunos prados húmedos en la provincia de Salamanca, los conocidos como ballicares.
A los oriundos de castellanos de Villiquera se les llama «cucos»en alusión a los dos cucos que aparecen en el escudo situado tras el altar mayor de su iglesia, que se considera como el escudo del pueblo.[cita requerida]

## Geografía
Integrado en la comarca de La Armuña, se sitúa a 10 kilómetros de Salamanca. El término municipal está atravesado por la autovía Ruta de la Plata (A-66) y por la carretera nacional N-630, entre los pK 329 y 332, además de por carreteras locales que permiten la comunicación dentro del municipio y con Palencia de Negrilla, Valdunciel y Monterrubio de Armuña. 
El relieve del municipio es predominantemente llano, estando atravesado por el arroyo de la Encina, tributario del río Tormes. La altitud oscila entre los 840 metros al noroeste y los 780 metros a orillas del arroyo. El pueblo se alza a 826 metros sobre el nivel del mar.
| Noroeste: Calzada de Valdunciel | Norte: Valdunciel         | Noreste: Palencia de Negrilla y Negrilla de Palencia |
| Oeste: Valverdón                |                           | Este: La Vellés                                      |
| Suroeste: Villamayor            | Sur: Villares de la Reina | Sureste: Monterrubio de Armuña                       |

## Historia
La calzada romana de La Plata pasaría muy probablemente cerca de Villiquera, al oeste de la actual carretera N-630. La zona aledaña a Villiquera, al norte del Arroyo de La Encina, también llamado Arroyo de Villiquera, fue la concedida por Ramiro II de León a un grupo de castellanos de su ejército, así como sus familias, quedando posteriormente la localidad integrada en el cuarto de Armuña de la jurisdicción de Salamanca, dentro del Reino de León. Buscaron para el emplazamiento un lugar topográficamente más elevado que el antiguo Villiquera para no tener problemas con las crecidas del Arroyo de la Encina y su pequeño afluente el Arroyo o Regato de Cedillos y construyeron varias casas en la zona del actual cementerio; un promontorio elevado desde el que se divisa casi toda la comarca de La Armuña, la capital salmantina y, en días claros, la sierra de Gata. Con la creación de las actuales provincias en 1833, Castellanos de Villiquera quedó encuadrado en la provincia de Salamanca, dentro de la Región Leonesa.
A principios de 2017 la entidad local menor de Mozodiel de Sanchiñigo, que pertenecía a este municipio, se adhirió a Villamayor.

## Demografía
Cuenta con una población de 703 habitantes (INE 2024).
| Gráfica de evolución demográfica de Castellanos de Villiquera entre 1842 y 2021 |
| |
| Población de derecho según los censos de población del INE Población de hecho según los censos de población del INEEn estos censos se denominaba Mata de Armuña, La: 1857, 1860, 1877, 1887, 1897, 1900, 1910, 1920, 1930, 1940, 1950, 1960, 1970 y 1981 Entre el censo de 1991 y el anterior, crece el término del municipio porque incorpora a 37084 (Carbajosa de Armuña) y 37093 (La Mata de Armuña) |

### Núcleos de población
El municipio se divide en varios núcleos de población, que contaban en 2018 con la siguiente población según el INE:
| Núcleo de población                | Población |
| ---------------------------------- | --------- |
| Castellanos de Villiquera          | 276       |
| Urbanización Mirador de Villiquera | 114       |
| La Mata de Armuña                  | 77        |
| Urbanización Las Cecilias          | 76        |
| Carbajosa de Armuña                | 37        |
| Urbanización Las Castellanas       | 18        |
| Urbanización La Guadaña            | 7         |
| Urbanización El Arroyo             | 8         |
| Urbanización Arroyo de la Encina   | 9         |
| Urbanización Las Gavias            | 5         |
| Urbanización Altozano              | 5         |
| Urbanización Las Palomas           | 1         |
| Urbanización Camino de La Mata     | 0         |

## Transportes
Está muy bien comunicado tanto con Salamanca capital, formando parte del área metropolitana de la ciudad y habiendo experimentado un gran crecimiento en las últimas décadas gracias a la construcción de urbanizaciones en su término municipal, como con el resto del país ya que cuenta con una salida de la autovía Ruta de la Plata que une Gijón con Sevilla y permite dirigirse tanto a Zamora como a la capital provincial.

## Símbolos

### Escudo
El escudo heráldico que representa al municipio fue aprobado oficialmente el 24 de febrero de 2014 con el siguiente blasón:

«Escudo español redondeado en punta. Escudo partido, primero de azur con iglesia de oro aclarada de azur, surmontada venera de oro. Segundo de plata Castillo de gules aclarado de plata, surmontado de venera de gules. Entado en punta de plata dos ondas de azur. Bordadura general de gules, cargada de catorce espigas de oro sin tallo. Le timbra corona Real Española.»
Boletín Oficial de Castilla y León nº 116 de 19 de junio de 2014

## Administración y política
| Partido político                                         | 2019  | 2019  | 2019       | 2015  | 2015  | 2015       | 2011  | 2011  | 2011       | 2007  | 2007  | 2007       | 2003  | 2003  | 2003       |
| Partido político                                         | %     | Votos | Concejales | %     | Votos | Concejales | %     | Votos | Concejales | %     | Votos | Concejales | %     | Votos | Concejales |
| Partido Popular (PP)                                     | 83,62 | 296   | 6          | 73,23 | 279   | 6          | 62,96 | 298   | 5          | 59,88 | 288   | 4          | 60,79 | 245   | 4          |
| Partido Socialista Obrero Español (PSOE)                 | 13,84 | 49    | 1          | 21,26 | 81    | 1          | 6,32  | 29    | 0          | 37,72 | 152   | 3          | 37,72 | 152   | 3          |
| Agrupación Independiente Castellanos de Villiquera (AIC) | —     | —     | —          | —     | —     | —          | 30,28 | 139   | 2          | —     | —     | —          | —     | —     | —          |
| Unión del Pueblo Salmantino (UPSa)                       | —     | —     | —          | —     | —     | —          | —     | —     | —          | 2,70  | 13    | 0          | —     | —     | —          |

## Patrimonio
- Iglesia parroquial de San Juan Bautista.